# Paracyphoniscus meggiolazoi
Paracyphoniscus meggiolazoi là một loài chân đều trong họ Trichoniscidae. Loài này được Brian miêu tả khoa học năm 1958.